# HC Vita Hästen
HC Vita Hästen – szwedzki klub hokeja na lodzie z siedzibą w Norrköping.